# Laurence Olivier Award for Best Actress in a Musical
Der Laurence Olivier Award for Best Actor in a Musical (deutsch: Laurence Olivier Auszeichnung für die beste Hauptdarstellerin in einem Musical) ist ein britischer Theater- und Musicalpreis, der erstmals 1979 vergeben wurde.

## Geschichte und Hintergrund
Die Laurence Olivier Awards werden seit 1976 jährlich in zahlreichen Kategorien von der Society of London Theatre vergeben. Sie gelten als höchste Auszeichnung im britischen Theater und sind vergleichbar mit den Tony Awards am amerikanischen Broadway. Ausgezeichnet werden herausragende Darsteller und Produktionen einer Theatersaison, die im Londoner West End zu sehen waren. Die Nominierten und Gewinner der Laurence Olivier Awards „werden jedes Jahr von einer Gruppe angesehener Theaterfachleute, Theaterkoryphäen und Mitgliedern des Publikums ausgewählt, die wegen ihrer Leidenschaft für das Londoner Theater“ bekannt sind. Eine der Preiskategorien ist der Laurence Olivier Award for Best Actress in a Musical. Er wird seit 1979 vergeben. In den Jahren 1977 und 1978 gab es die Auszeichnung Laurence Olivier Award for Best Performance in a Musical. 1977 gewann Anna Sharkey den Preis für ihre Rolle in Maggie, 1978 Elaine Paige für ihre Rolle in Evita.

## Gewinner und Nominierte
Die Übersicht der Gewinner und Nominierten listet pro Jahr die nominierten Schauspieler sowie ihre Rollen in den Musicals. Der Gewinner eines Jahres ist grau unterlegt und fett angezeigt.

### 1979
| Jahr | Schauspielerin   | Musical        | Rolle           |
| 1979 |                  |                |                 |
| ---- | ---------------- | -------------- | --------------- |
| 1979 | Virginia McKenna | The King and I | Anna Leonowens  |
| 1979 | Carol Channing   | Hello, Dolly!  | Dolly Levi      |
| 1979 | Antonia Ellis    | Chicago        | Velma Kelly     |
| 1979 | Liz Robertson    | My Fair Lady   | Eliza Doolittle |

### 1980–1989
| Jahr                   | Schauspielerin                      | Musical                                        | Rolle        |
| 1980                   |                                     |                                                |              |
| ---------------------- | ----------------------------------- | ---------------------------------------------- | ------------ |
| 1980                   | Gemma Craven                        | They’re Playing Our Song                       | Sonia Walsk  |
| 1980                   | Sheila Hancock                      | Sweeney Todd: The Demon Barber of Fleet Street | Mrs. Lovett  |
| 1980                   | Julia McKenzie                      | On the Twentieth Century                       | Lily Garland |
| 1980                   | Siân Phillips                       | Pal Joey                                       | Vera Simpson |
| 1981                   |                                     |                                                |              |
| Carlin Glynn           | The Best Little Whorehouse in Texas | Mona Stangley                                  |              |
| Petula Clark           | The Sound of Music                  | Maria von Trapp                                |              |
| Patricia Hodge         | The Mitford Girls                   | Nancy Mitford                                  |              |
| Sylvia Kuumba Williams | One Mo’ Time                        | "Big Bertha" Williams                          |              |
| 1982                   |                                     |                                                |              |
| Julia McKenzie         | Guys and Dolls                      | Miss Adelaide                                  |              |
| Val McLane             | Andy Capp                           | Florrie                                        |              |
| Imelda Staunton        | The Beggar’s Opera                  | Lucy Lockit                                    |              |
| Marti Webb             | Song and Dance                      | Emma                                           |              |
| 1983                   |                                     |                                                |              |
| Barbara Dickson        | Blood Brothers                      | Mrs. Johnstone                                 |              |
| Ellen Greene           | Little Shop of Horrors              | Audrey                                         |              |
| Stephanie Lawrence     | Marilyn                             | Marilyn Monroe                                 |              |
| Sarah Payne            | Singin’ in the Rain                 | Lina Lamont                                    |              |
| 1984                   |                                     |                                                |              |
| Natalia Makarova       | On Your Toes                        | Vera Barnova                                   |              |
| Julia Hills            | The Hired Man                       | Emily                                          |              |
| Clare Leach            | 42nd Street                         | Peggy Sawyer                                   |              |
| Sheila White           | Little Me                           | Belle                                          |              |
| 1985                   |                                     |                                                |              |
| Patti LuPone           | Les Misérables                      | Fantine                                        |              |
| Patti LuPone           | The Cradle Will Rock                | Moll                                           |              |
| Betsy Brantley         | Guys and Dolls                      | Miss Adelaide                                  |              |
| Carol Sloman           | Lennon                              | Darsteller                                     |              |
| Elisabeth Welch        | Jerome Kern Goes to Hollywood       | Darsteller                                     |              |
| 1986                   |                                     |                                                |              |
| Lesley Mackie          | Judy                                | Judy Garland                                   |              |
| Maureen Lipman         | Wonderful Town                      | Ruth                                           |              |
| Elaine Paige           | Chess                               | Florence                                       |              |
| Angela Richards        | Side by Side by Sondheim            | Herself                                        |              |
| 1987                   |                                     |                                                |              |
| Nichola McAuliffe      | Kiss Me, Kate                       | Lilli Vanessi / Katharine                      |              |
| Dee Dee Bridgewater    | Lady Day                            | Billie Holiday                                 |              |
| Julia McKenzie         | Follies                             | Sally Durant Plummer                           |              |
| Carol Woods            | Blues in the Night                  | Darsteller                                     |              |
| 1988                   |                                     |                                                |              |
| Patricia Routledge     | Candide                             | Old Lady                                       |              |
| Kiki Dee               | Blood Brothers                      | Mrs. Johnstone                                 |              |
| Ann Miller             | Sugar Babies                        | Ann                                            |              |
| Imelda Staunton        | The Wizard of Oz                    | Dorothy Gale                                   |              |
| 1989/90                |                                     |                                                |              |
| Lea Salonga            | Miss Saigon                         | Kim                                            |              |
| Patricia Hodge         | Noël and Gertie                     | Gertie                                         |              |
| Judy Kuhn              | Metropolis                          | Maria / Futura                                 |              |
| Elaine Paige           | Anything Goes                       | Reno Sweeney                                   |              |

### 1990–1999
| Jahr                  | Schauspielerin                                 | Musical                        | Rolle            |
| 1991                  |                                                |                                |                  |
| --------------------- | ---------------------------------------------- | ------------------------------ | ---------------- |
| 1991                  | Imelda Staunton                                | Into the Woods                 | The Baker’s Wife |
| 1991                  | Sally Burgess                                  | Show Boat                      | Julie            |
| 1991                  | Maria Friedman                                 | Sunday in the Park with George | Dot / Marie      |
| 1991                  | Julia McKenzie                                 | Into the Woods                 | The Witch        |
| 1992                  |                                                |                                |                  |
| Wilhelmenia Fernandez | Carmen Jones                                   | Carmen                         |                  |
| Sharon Benson         | Carmen Jones                                   | Carmen                         |                  |
| Linzi Hateley         | Joseph and the Amazing Technicolor Dreamcoat   | Erzählerin                     |                  |
| Miriam Margolyes      | Dickens’ Women                                 | verschiedene Rollen            |                  |
| 1993                  |                                                |                                |                  |
| Joanna Riding         | Carousel                                       | Julie Jordan                   |                  |
| Kim Criswell          | Annie Get Your Gun                             | Annie Oakley                   |                  |
| Ruthie Henshall       | Crazy for You                                  | Polly Baker                    |                  |
| Kelly Hunter          | The Blue Angel                                 | Lola                           |                  |
| 1994                  |                                                |                                |                  |
| Julia McKenzie        | Sweeney Todd: The Demon Barber of Fleet Street | Mrs. Lovett                    |                  |
| Haydn Gwynne          | City of Angels                                 | Oolie / Donna                  |                  |
| Patti LuPone          | Sunset Boulevard                               | Norma Desmond                  |                  |
| Elaine Paige          | Piaf                                           | Édith Piaf                     |                  |
| 1995                  |                                                |                                |                  |
| Ruthie Henshall       | She Loves Me                                   | Amalia                         |                  |
| Betty Buckley         | Sunset Boulevard                               | Norma Desmond                  |                  |
| Sally Dexter          | Oliver!                                        | Nancy                          |                  |
| 1996                  |                                                |                                |                  |
| Judi Dench            | A Little Night Music                           | Desirée Armfeldt               |                  |
| Elizabeth Mansfield   | Marie                                          | Marie                          |                  |
| Caroline O’Connor     | Mack & Mabel                                   | Mabel                          |                  |
| Elaine Paige          | Sunset Boulevard                               | Norma Desmond                  |                  |
| 1997                  |                                                |                                |                  |
| Maria Friedman        | Passion                                        | Fosca                          |                  |
| B.J. Crosby           | Smokey Joe’s Café                              | Performer                      |                  |
| Joanna Riding         | Guys and Dolls                                 | Sarah Brown                    |                  |
| Imelda Staunton       | Guys and Dolls                                 | Miss Adelaide                  |                  |
| 1998                  |                                                |                                |                  |
| Ute Lemper            | Chicago                                        | Velma Kelly                    |                  |
| Maria Friedman        | Lady in the Dark                               | Liza Elliott                   |                  |
| Ruthie Henshall       | Chicago                                        | Roxie Hart                     |                  |
| Siân Phillips         | Marlene                                        | Marlene Dietrich               |                  |
| 1999                  |                                                |                                |                  |
| Sophie Thompson       | Into the Woods                                 | The Baker’s Wife               |                  |
| Krysten Cummings      | Rent                                           | Mimi Márquez                   |                  |
| Maria Friedman        | Chicago                                        | Roxie Hart                     |                  |
| Josefina Gabrielle    | Oklahoma!                                      | Laurey                         |                  |

### 2000–2009
| Jahr                 | Schauspielerin                     | Musical                   | Rolle               |
| 2000                 |                                    |                           |                     |
| -------------------- | ---------------------------------- | ------------------------- | ------------------- |
| 2000                 | Barbara Dickson                    | Spend Spend Spend         | Viv Nicholson       |
| 2000                 | Josette Bushell-Mingo              | The Lion King             | Rafiki              |
| 2000                 | Rachel Leskovac                    | Spend Spend Spend         | Young Viv Nicholson |
| 2000                 | Siobhan McCarthy                   | Mamma Mia!                | Donna Sheridan      |
| 2001                 |                                    |                           |                     |
| Samantha Spiro       | Merrily We Roll Along              | Mary Flynn                |                     |
| Nicola Hughes        | Fosse                              | Darsteller                |                     |
| Joanna Riding        | The Witches of Eastwick            | Jane Smart                |                     |
| Josie Walker         | The Beautiful Game                 | Mary                      |                     |
| 2002                 |                                    |                           |                     |
| Martine McCutcheon   | My Fair Lady                       | Eliza Doolittle           |                     |
| Barbara Cook         | Barbara Cook Sings Mostly Sondheim | Herself                   |                     |
| Ruthie Henshall      | Peggy Sue Got Married              | Peggy Sue                 |                     |
| Marin Mazzie         | Kiss Me, Kate                      | Lilli Vanessi / Katharine |                     |
| 2003                 |                                    |                           |                     |
| Joanna Riding        | My Fair Lady                       | Eliza Doolittle           |                     |
| Janie Dee            | My One and Only                    | Edith Herbert             |                     |
| Elaine Stritch       | Elaine Stritch at Liberty          | Herself                   |                     |
| Sarah Wildor         | Contact                            | Wife                      |                     |
| 2004                 |                                    |                           |                     |
| Maria Friedman       | Ragtime                            | Mother                    |                     |
| Amanda Holden        | Thoroughly Modern Millie           | Millie Dilmount           |                     |
| Alison Jiear         | Jerry Springer                     | Shawntel                  |                     |
| Maureen Lipman       | Thoroughly Modern Millie           | Mrs. Meers                |                     |
| 2005                 |                                    |                           |                     |
| Laura Michelle Kelly | Mary Poppins                       | Mary Poppins              |                     |
| Maria Friedman       | The Woman in White                 | Marian                    |                     |
| Leigh Zimmerman      | The Producers                      | Ulla                      |                     |
| 2006                 |                                    |                           |                     |
| Jane Krakowski       | Guys and Dolls                     | Miss Adelaide             |                     |
| Haydn Gwynne         | Billy Elliot                       | Mrs. Wilkinson            |                     |
| Jenna Russell        | Guys and Dolls                     | Sarah Brown               |                     |
| Julie Walters        | Acorn Antiques                     | Mrs. Overall              |                     |
| 2007                 |                                    |                           |                     |
| Jenna Russell        | Sunday in the Park with George     | Dot / Marie               |                     |
| Nicola Hughes        | Porgy and Bess                     | Bess                      |                     |
| Tonya Pinkins        | Caroline, or Change                | Caroline Thibodeaux       |                     |
| Elena Roger          | Evita                              | Eva Perón                 |                     |
| Hannah Waddingham    | Spamalot                           | Lady of the Lake          |                     |
| 2008                 |                                    |                           |                     |
| Leanne Jones         | Hairspray                          | Tracy Turnblad            |                     |
| Lara Pulver          | Parade                             | Lucille Frank             |                     |
| Sheridan Smith       | Little Shop of Horrors             | Audrey                    |                     |
| Summer Strallen      | The Drowsy Chaperone               | Janet Van Der Graaf       |                     |
| 2009                 |                                    |                           |                     |
| Elena Roger          | Piaf                               | Édith Piaf                |                     |
| Sofia Escobar        | West Side Story                    | Maria                     |                     |
| Kathryn Evans        | Sunset Boulevard                   | Norma Desmond             |                     |
| Ruthie Henshall      | Marguerite                         | Marguerite                |                     |
| Emma Williams        | Zorro                              | Luisa                     |                     |

### 2010–2019
| Jahr                                                                   | Schauspielerin                                                                                    | Musical                   | Rolle               |
| 2010                                                                   |                                                                                                   |                           |                     |
| ---------------------------------------------------------------------- | ------------------------------------------------------------------------------------------------- | ------------------------- | ------------------- |
| 2010                                                                   | Samantha Spiro                                                                                    | Hello, Dolly!             | Dolly Levi          |
| 2010                                                                   | Melanie C                                                                                         | Blood Brothers            | Mrs. Johnstone      |
| 2010                                                                   | Patina Miller                                                                                     | Sister Act                | Deloris Van Cartier |
| 2010                                                                   | Hannah Waddingham                                                                                 | A Little Night Music      | Desirée Armfeldt    |
| 2010                                                                   | Charlotte Wakefield                                                                               | Spring Awakening          | Wendla              |
| 2011                                                                   |                                                                                                   |                           |                     |
| Sheridan Smith                                                         | Legally Blonde                                                                                    | Elle Woods                |                     |
| Sierra Boggess                                                         | Love Never Dies                                                                                   | Christine Daaé            |                     |
| Elena Roger                                                            | Passion                                                                                           | Fosca                     |                     |
| Emma Williams                                                          | Love Story                                                                                        | Jenny                     |                     |
| 2012                                                                   |                                                                                                   |                           |                     |
| Cleo Demetriou, Kerry Ingram, Sophia Kiely und Eleanor Worthington Cox | Matilda                                                                                           | Matilda Wormwood          |                     |
| Kate Fleetwood                                                         | London Road                                                                                       | Julie                     |                     |
| Sarah Lancashire                                                       | Betty Blue Eyes                                                                                   | Joyce Chilvers            |                     |
| Scarlett Strallen                                                      | Singin’ in the Rain                                                                               | Kathy Seldon              |                     |
| 2013                                                                   |                                                                                                   |                           |                     |
| Imelda Staunton                                                        | Sweeney Todd: The Demon Barber of Fleet Street                                                    | Mrs. Lovett               |                     |
| Heather Headley                                                        | The Bodyguard                                                                                     | Rachel Marron             |                     |
| Summer Strallen                                                        | Top Hat                                                                                           | Dale Tremont              |                     |
| Hannah Waddingham                                                      | Kiss Me, Kate                                                                                     | Lilli Vanessi / Katharine |                     |
| 2014                                                                   |                                                                                                   |                           |                     |
| Zrinka Cvitešić                                                        | Once                                                                                              | Girl                      |                     |
| Rosalie Craig                                                          | The Light Princess                                                                                | The Light Princess        |                     |
| Jenna Russell                                                          | Merrily We Roll Along                                                                             | Mary Flynn                |                     |
| Charlotte Wakefield                                                    | The Sound of Music                                                                                | Maria von Trapp           |                     |
| 2015                                                                   |                                                                                                   |                           |                     |
| Katie Brayben                                                          | Beautiful                                                                                         | Carole King               |                     |
| Gemma Arterton                                                         | Made in Dagenham                                                                                  | Rita O’Grady              |                     |
| Tamsin Greig                                                           | Women on the Verge of a Nervous Breakdown                                                         | Pepa Marcos               |                     |
| Beverley Knight                                                        | Memphis                                                                                           | Felicia Farrell           |                     |
| 2016                                                                   |                                                                                                   |                           |                     |
| Imelda Staunton                                                        | Gypsy                                                                                             | Mama Rose                 |                     |
| Tracie Bennett                                                         | Mrs Henderson Presents                                                                            | Laura Henderson           |                     |
| Natalie Dew                                                            | Bend It Like Beckham                                                                              | Jess Bhamra               |                     |
| Laura Pitt-Pulford                                                     | Seven Brides for Seven Brothers                                                                   | Milly                     |                     |
| Sophie Thompson                                                        | Guys and Dolls                                                                                    | Miss Adelaide             |                     |
| 2017                                                                   | Amber Riley                                                                                       | Dreamgirls                | Effie White         |
| 2017                                                                   | Glenn Close                                                                                       | Sunset Boulevard          | Norma Desmond       |
| 2017                                                                   | Debbie Chazen, Sophie-Louise Dann, Michele Dotrice, Claire Machin, Claire Moore und Joanna Riding | The Girls                 | The Girls           |
| 2017                                                                   | Sheridan Smith                                                                                    | Funny Girl                | Fanny Brice         |
| 2018                                                                   |                                                                                                   |                           |                     |
| Shirley Henderson                                                      | Girl from the North Country                                                                       | Elizabeth Lane            |                     |
| Janie Dee                                                              | Follies                                                                                           | Phyllis Rogers Stone      |                     |
| Imelda Staunton                                                        | Follies                                                                                           | Sally Durant Plummer      |                     |
| Josie Walker                                                           | Everybody’s Talking About Jamie                                                                   | Margaret New              |                     |
| 2019                                                                   |                                                                                                   |                           |                     |
| Sharon D. Clarke                                                       | Caroline, or Change                                                                               | Caroline Thibodeaux       |                     |
| Rosalie Craig                                                          | Company                                                                                           | Bobbie                    |                     |
| Kelli O’Hara                                                           | The King and I                                                                                    | Anna Leonowens            |                     |
| Adrienne Warren                                                        | Tina                                                                                              | Tina Turner               |                     |

### Seit 2020
| Jahr               | Schauspielerin             | Musical                 | Rolle |
| ------------------ | -------------------------- | ----------------------- | ----- |
| 2020               |                            |                         |       |
| Miriam-Teak Lee    | & Juliet                   | Juliet Capulet          |       |
| Audrey Brisson     | Amélie                     | Amélie Poulain          |       |
| Judy Kuhn          | Fiddler on the Roof        | Golde                   |       |
| Zizi Strallen      | Mary Poppins               | Mary Poppins            |       |
| 2021/2022          |                            |                         |       |
| Jessie Buckley     | Cabaret                    | Sally Bowles            |       |
| Sutton Foster      | Anything Goes              | Reno Sweeney            |       |
| Beverley Knight    | The Drifters Girl          | Faye Treadwell          |       |
| Stephanie McKeon   | Frozen                     | Anna                    |       |
| 2023               |                            |                         |       |
| Katie Brayben      | Tammy Faye                 | Tammy Faye Messner      |       |
| Anoushka Lucas     | Oklahoma                   | Laurey Williams         |       |
| Miri Mesika        | The Band’s Visit           | Dina                    |       |
| Faith Omole        | Standing at the Sky’s Edge | Joy                     |       |
| 2024               |                            |                         |       |
| Nicole Scherzinger | Sunset Boulevard           | Norma Desmond           |       |
| Natasha Hodgson    | Operation Mincemeat        | Ewan Montagu und Andere |       |
| Caissie Levy       | Next to Normal             | Diana Goodman           |       |
| Marisha Wallace    | Guys and Dolls             | Miss Adelaide           |       |

## Statistik

### Gewinne
- 3 Gewinne: Imelda Staunton
- 2 Gewinne: Barbara Dickson, Maria Friedman, Julia McKenzie, Joanna Riding und Samantha Spiro

### Nominierungen
- 7 Nominierungen: Imelda Staunton

- 6 Nominierungen: Maria Friedman

- 5 Nominierungen: Ruthie Henshall, Julia McKenzie und Joanna Riding

- 4 Nominierungen: Elaine Paige

- 3 Nominierungen: Elena Roger, Jenna Russell, Sheridan Smith und Hannah Waddingham

- 2 Nominierungen: Rosalie Craig, Janie Dee, Barbara Dickson, Haydn Gwynne, Patricia Hodge, Nicola Hughes, Beverley Knight, Judy Kuhn, Maureen Lipman, Patti LuPone, Siân Phillips,  Samantha Spiro, Summer Strallen, Sophie Thompson, Charlotte Wakefield, Josie Walker und Emma Williams